# Цесисский уезд
Це́сисский уезд (латыш. Cēsu apriņķis), до 1919 года — Ве́нденский уезд — бывшая административно-территориальная единица Задвинского герцогства (1566—1582), Шведской Ливонии (1629—1721), Лифляндской губернии (1721—1920), Латвийской Республики (1920—1940) и Латвийской ССР (1940, 1944—1949).

## История
Создан в 1566 году как Венденское воеводство Задвинского герцогства. После Ливонской войны стал составной частью Шведской Ливонии, после Северной войны — Лифляндской губернии Российской империи. После провозглашения независимости Латвии Венденский уезд в 1920 году был переименован в Цесисский уезд. Граничил с Рижским, Мадонским, Валмиерским и Валкским уездами.
В 1925 году в уезде имелось 7170 населённых пунктов, крупнейшими из них были: Цесис, Рауна и Вецпиебалга. До 1925 года площадь уезда составляла 5637,5 км², после передачи некоторых волостей новообразованному Мадонскому уезду, она составила 3239,8 км².

## Население
По переписи 1897 года население Венденского уезда составляло 124 208 человек, в том числе в Вендене — 6356 чел.

### Национальный состав
Национальный состав по переписи 1897 года:
- латыши — 117 187 чел. (94,3 %),
- немцы — 4360 чел. (3,5 %),
- русские — 1287 чел. (1,0 %).

## Административное деление
В 1928 году Цесисский уезд состоял из города Цесиса и 40 волостей: Байжкалнской, Цесисской, Цирстской, Драбешской, Друстской, Друвиенской, Дзербенской, Эргльской, Гатартской, Яунпиебалгской, Яунраунской, Юмурдской, Карльской, Катриньской, Косской, Кудумской, Лаункалнской, Ленчской, Лиелстраупской, Лиепской, Лизумской, Ливской, Марсненской, Мазстраупской, Огрской, Павитской, Приекульской, Райскумской, Рамульской, Ранкской, Раунской, Розульской, Сермукшкской, Скуйенской, Стралбской, Тауренской, Вайвской, Вецпиебалгской, Велькской и Веселавской.
В 1940 году Цесисский уезд состоял из города Цесиса и 36 волостей: Байжкалнской, Цесисской, Драбешской, Друстской, Друвиенской, Дзербенской, Эргльской, Гатартской, Яунпиебалгской, Яунраунаской, Юмурдской, Карльской, Косской, Кудумской, Лаункалнсской, Ленчской, Лиелстраупской, Лиепской, Лизумской, Марсненинской, Мазстраупской, Огрской, Приекульской, Райскумской, Рамульской, Ранкской, Раунской, Розульской, Сермукшской, Скуенской, Сталбской, Тауренской, Вайвской, Вецпиебалгской, Велькской и Веселавской.